# Sulejman Ugljanin
Sulejman Ugljanin (Сулејман Угљанин), född 20 november 1953 i Mitrovica i Jugoslavien, är partiledare för det bosniakiska partiet Stranka demokratske akcije Sandžaka (SDA). Partiet grundades 1990 i Bosnien och Hercegovina, och företräder bosniaker i Sandžakregionen.
Ugljanin var borgmästare i Novi Pazar från 2004 till 2008 och var minister utan portfölj i Serbiens regering från 2008 och 2014.